# Посольство Сирии в России

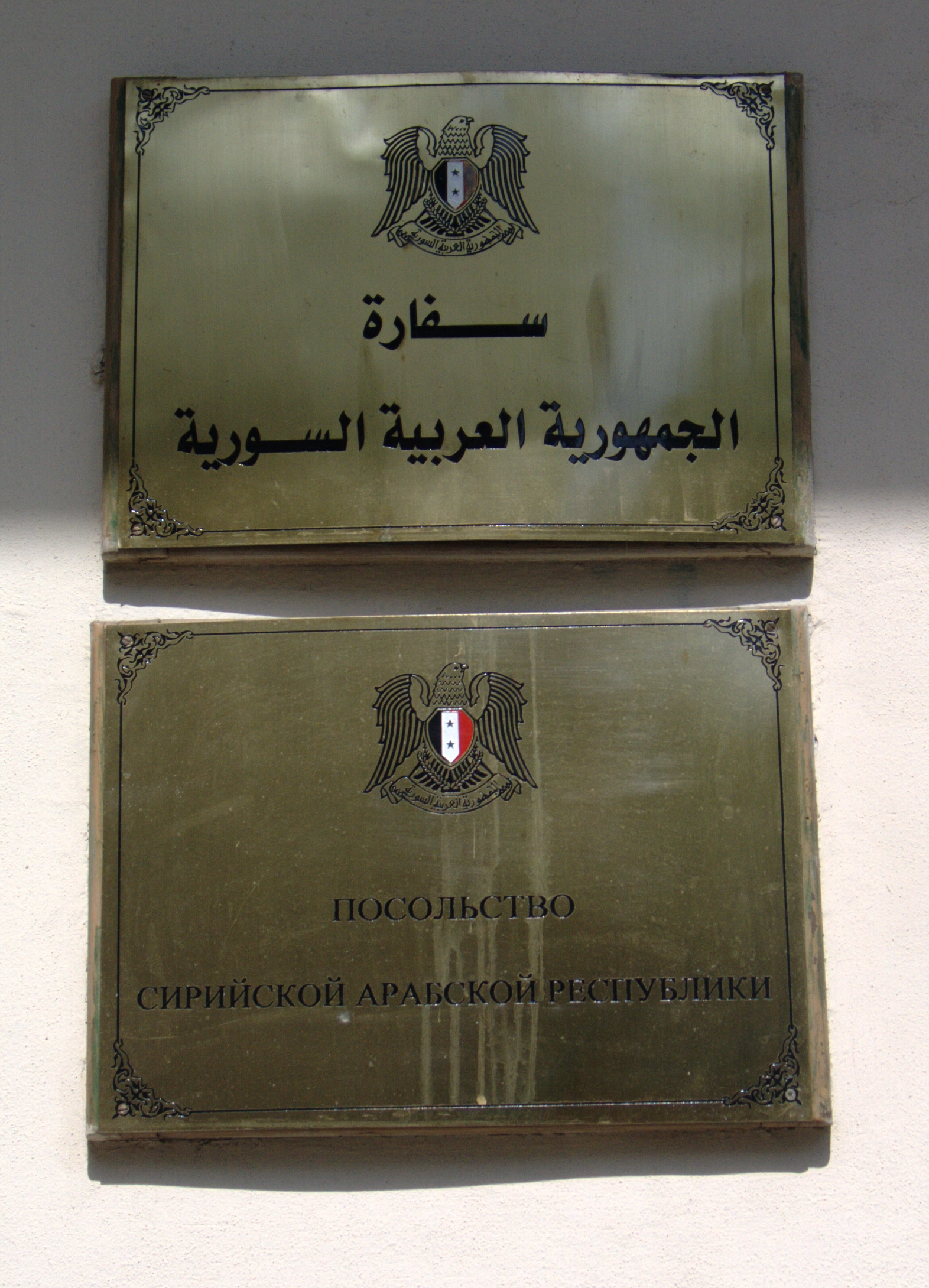
Герб Сирии на здании посольства

Посо́льство Сири́йской Ара́бской Респу́блики в Росси́йской Федера́ции (араб. سفارة الجمهورية العربية السورية في موسكو‎) — дипломатическое представительство Сирии в Российской Федерации, расположенное в Москве в Хамовниках в Мансуровском переулке.
- Адрес: 119034, Москва, Мансуровский переулок, д. 4, строение 1.
- Индекс автомобильных дипломатических номеров посольства — 133.

## Дипломатические отношения
Дипломатические отношения между СССР и Сирией были установлены в июле 1944 года. В 1980 году был заключён Договор о дружбе и сотрудничестве, который остаётся в силе и поныне. В 1992 году правительство Сирии признало Российскую Федерацию в качестве государства-продолжателя СССР.
Посольство Сирии располагается в доходном доме П. В. Лоськова (1905—1906, архитектор А. У. Зеленко). В феврале 1946 года данное здание стало официальным сирийским посольством в Москве.

## Послы Сирии в России
| - Фарид Зайнеддин (1947—1951) - Абдул Мутталеб аль-Амин (1951—1955) - Фарид аль-Хани (1955—1957) - Салах эд-Дин Тарази (1957—1958) - Объединённая Арабская Республика 1958—1961 - Джамал Фарра (1958—1961) - Мохаммед Авад аль-Куни (1961) - Мурад Галиб (1961) - Рафик аль-Аша (1961—1963) - Джаудат Атаси (1963—1965) | - Салах эд-Дин Тарази (1965—1970) - Джамиль Шайя (1970—1976) - Джабр аль-Кафри (1976—1982) - Мухаммед Али Халаби (1982—1986) - Юсеф Джума (1986—1988, врем. поверенный) - Мухаммед Иссам Наиб (1988—1994) - Гассан Раслан (1994—2000) - Вахиб Бен Мухаммед Хуссейн Фадель (2000—2005) - Хасан Рише (2006—2009) - Риад Хаддад (2011—2022) - Башар Джафари (2022—2025) - Абдулраззак Исмаиль (2025 — н. в., врем. поверенный) |